# ライト・オブ・マイ・ライフ
『ライト・オブ・マイ・ライフ』（原題:Light of My Life）は2019年に公開されたアメリカ合衆国のドラマ映画である。監督・主演はケイシー・アフレックが務めた。

## ストーリー
謎の感染症の流行によって、ほとんどの女性が命を落とすという事態が発生した。妻が亡くなる間際、夫は「いつか君のことを娘に話すと約束する」と言った。それから10年ほどが経過した後、彼は娘（ラグ）を連れてカナダのブリティッシュコロンビア州を旅していた。地球上の男性たちは生き残った女性を探すことに血眼になっていたため、父親はラグを他人に紹介する際、息子だと偽っていた。
2人は森の中でキャンプを張りながら旅をしていたが、廃屋を見つけたため、そこで体を休めることにした。数日後、4人の男性が女性狩りにやって来たが、父娘は何とか逃げ切ることが出来た。その後、父親はヒッチハイクをし、乗せてくれた運転手が油断した隙を突いて車を奪った。2人は祖父の家にやって来たが、そこにいたのは祖父ではなく、3人の見知らぬ男（トム、レミー、カルヴィン）たちであった。最初こそ両グループの間に緊張感が走ったが、トムは敬虔なキリスト教徒であり、突然やって来た2人にも優しく接してくれた。その日の夜、2人は緊急事態に備えて物資を近くのキャビンにこっそり運び込んだ。翌朝、トムはラグにショットガンの使い方を教えた。しばらくして、トムはラグが女性であることに気が付き、父親に「私は9人の親族をあの病気で亡くした」と明かした。トムに同情した父親はラグが自分の娘であることを認めた。
ほどなくして、今まで以上に厄介な脅威が父娘を襲うのだった。

## キャスト
- ケイシー・アフレック - 父親
- アナ・プニョウスキ - パグ
- エリザベス・モス - 母親
- トム・バウアー - トム
- ティモシー・ウェバー - レミー
- ロスガー・マシューズ - カルヴィン

## 製作
2016年9月9日、ケイシー・アフレックが本作の監督・主演・脚本を務めると報じられた。2017年2月、本作の主要撮影がカナダのバンクーバーで始まった。2019年1月30日、ダニエル・ハートが本作で使用される楽曲を手掛けるとの報道があった。8月16日、ヴァレーズ・サラバンド・レコーズが本作のサウンドトラックを発売した。

## 公開・マーケティング
2019年2月8日、本作は第69回ベルリン国際映画祭でプレミア上映された。3月29日、サバン・フィルムズが本作の全米配給権を獲得したとの報道があった。7月24日、本作のオフィシャル・トレイラーが公開された。

## 評価
本作は批評家から好意的に評価されている。映画批評集積サイトのRotten Tomatoesには53件のレビューがあり、批評家支持率は81%、平均点は10点満点で6.81点となっている。サイト側による批評家の見解の要約は「ストーリーがゆったりと進むため、忍耐力が試される映画かもしれない。しかし、『ライト・オブ・マイ・ライフ』の抑制したテンポに合わせられたなら、観客は身も心も凍るほどの恐怖―そして、それは思考を喚起するものでもある―を味わえるだろう。」となっている。また、Metacriticには16件のレビューがあり、加重平均値は67/100となっている。